# Beil

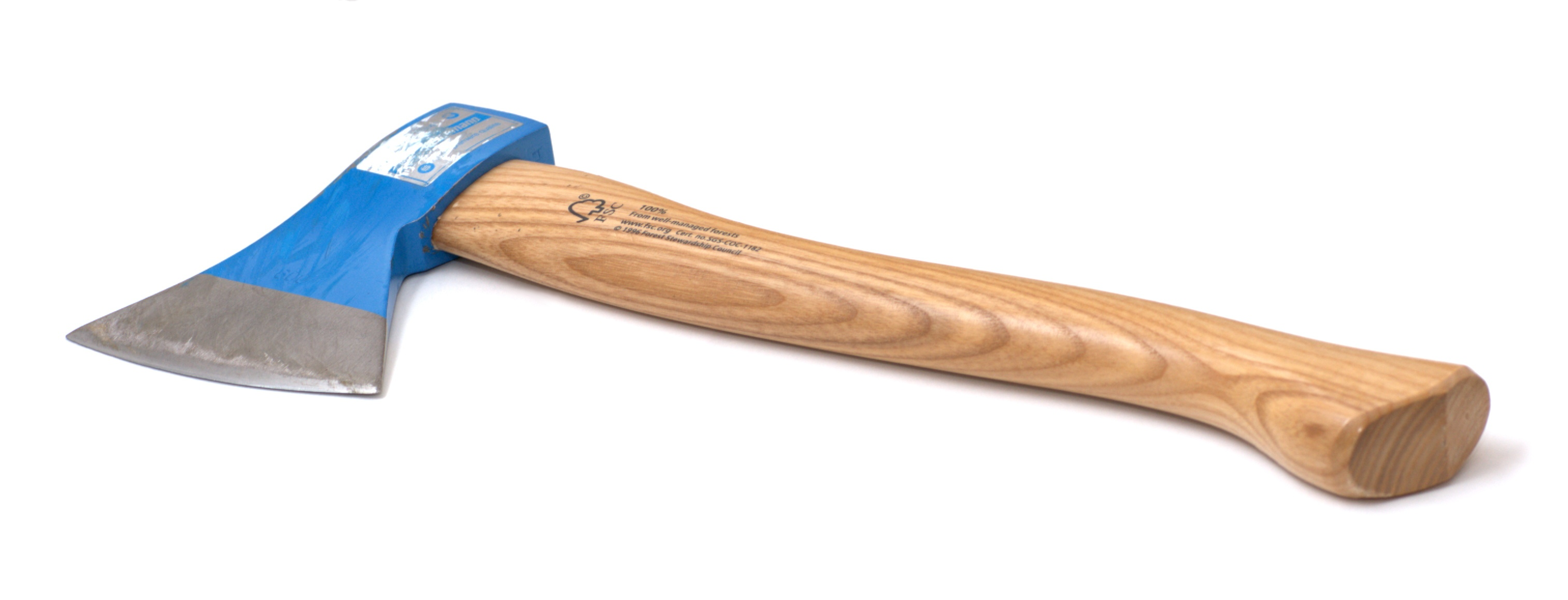
Beil

Das Beil (althochdeutsch bīhal, altenglisch bil ‚Hiebschwert‘) ist die kleinere, einhändig geführte Variante der zweihändig geführten Axt.
Die im Gegenwartsdeutschen als altertümlich empfundene Bezeichnung Barte konnte Äxte wie auch Beile meinen und wird noch im historischen Kontext (Archäologie, Mediävistik, Heraldik) verwendet.
Die Schneide des Beils kann für spezifische Aufgaben besonders lang sein, z. B. als Behaubeil im Zimmererhandwerk oder als Richtbeil des Henkers. Beile, die als Waffe verwendet werden, können in der Schneidenbreite je nach Zeitalter und kultureller Herkunft stark variieren. Die Schneide kann fast ohne Krümmung sein, wenn es für präzise Holzarbeiten bestimmt ist (Tischler- oder Schreinerbeil).

## Verwendung
Dieses kurzstielige Gerät wird als Waffe und als Werkzeug verwendet. Das Beil wird zum Schlagen und Schneiden benutzt. Daher sind Haus und Kopf bei Qualitätswerkzeugen immer geschmiedet. Das Beil ist leichter (bis etwa 800 g) und der Stiel etwa halb so lang wie bei einer Axt und kann daher mit einer Hand geführt werden.

## Beile als Werkzeug
Im Vergleich mit der Axt ist der Einsatzbereich durch den kürzeren Stiel, den leichteren Kopf und die daraus resultierende geringere Wucht auf genauere und feinere Arbeiten eingeschränkt. So wird das Beil z. B. zur Holzgewinnung in kleineren Mengen, oft auch auf Grund des geringeren Gewichts für unterwegs, und zum Zurichten mittlerer Holzstücke verwendet. Im Werkzeughandel sind zahlreiche Klingenformen für spezielle Anwendungen bekannt. Nachfolgend ein kleiner Ausschnitt der bekannten Beilarten.
1. Das Bildhauerbeil hat bei manchen Versionen eine lange, gebogene Schneide mit breiter Schneidfase, die das bildhauerische Bearbeiten von Holz erleichtert. Der Stiel ist gebogen, um auf kleinem Raum mit wenig Kraftaufwand ausreichend Wucht zu erreichen und gleichzeitig mit der Hand nah am Kopf des Beils kontrollierte Arbeiten ausführen zu können.
2. Das Tischlerbeil hat eine gerade, lange und dünne Schneide, wodurch eine gleichmäßige Hiebfläche entsteht. Durch die geschmiedete Aussparung im Kopf des Beils (= "Bartbeil") kann die Hand fast unmittelbar hinter der Schneide gehalten werden, was Stabilität und Genauigkeit erhöht. Der Stiel ist gerade. Die flache und gerade Form des Beils eignet sich ausgezeichnet zur Bearbeitung von trockenem Holz und war somit für das Tischlerhandwerk von Bedeutung.
3. Bei den Feuerwehren vieler Länder ist ein Feuerwehrbeil in seiner Funktion als Mehrzweckwerkzeug Bestandteil der persönlichen Schutzausrüstung jedes einzelnen Feuerwehrmanns.

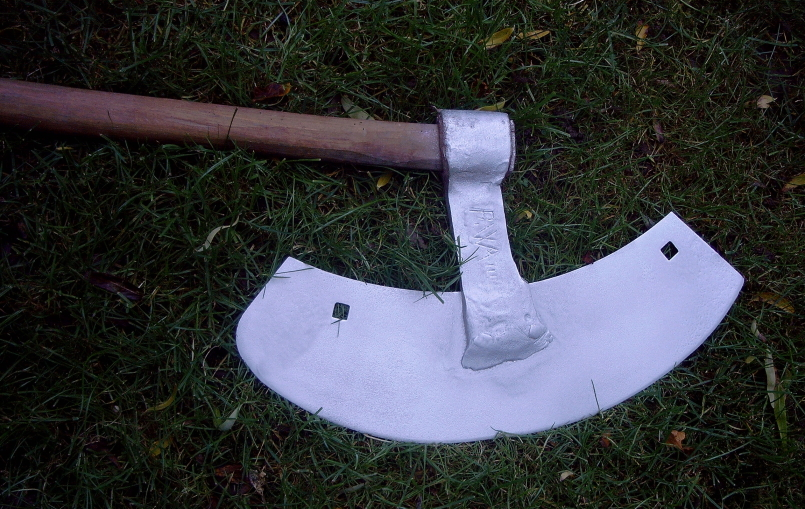
Restauriertes Wiesenbeil

4. Restauriertes Wiesenbeil Das Wiesenbeil war ein wichtiges Werkzeug des Wiesenbauern. Es wurde verwendet, um Be- oder Entwässerungsgräben in Wiesen anzulegen. Dazu wurden mit dem Beil zwei Linien in der vorgesehenen Breite des Grabens in das Wiesenstück geschlagen und dabei die Grasnarbe durchtrennt. Das Mittelstück wurde zu Grassoden zerteilt und entnommen. Weiterhin wurde es zum Unterhalt der bestehenden Gräben oder zur Ableitung von Regenwasser an Straßen und Wegesrändern verwendet. Zur Wiesenbewässerung wurde der Bach mit diesen Grassodenstücken aufgestaut. Köhler benutzten das Wiesenbeil ebenfalls, um rechteckige Soden (Wasenstücke) aus Wiesen zu entnehmen, um damit ihre Meiler abzudecken.[2] Andere Bezeichnungen waren auch: Grabaxt, Grabenhaue und Doppellangblatthacke. Dies waren Kombigeräte des Wiesenbeils. Mit der an der Grabaxt angebrachten Haue (Wiedehopfhacke) wurde das Material aus dem Graben gehoben. Am Grundstückende wurde damit das Gras abgekantet, wenn es in die Ackerfurche gewachsen war.[3]
5. Das Campingbeil ist ein Multifunktionswerkzeug für Camper. Es ist ein sehr kleines und leichtes Beil, das auf der Rückseite einen Hammerkopf mit Flachbahn aufweisen kann. Am Beilblatt können sich seitliche Aussparungen zum Nägel ziehen und Flaschen öffnen etc. befinden. Der Stiel weist am Ende eine Bohrung für eine Hängeschlaufe auf. Spezielle Varianten können im Stielende zusätzlich eine Flachschraubendreherklinge haben, die auch zum Schaben oder Knippen verwendet werden kann. Ebenso gibt es neuzeitliche Aufnahmen für Bit-Einsätze. Campingbeil vor Messraster für Größenangabe. Es handelt sich um ein Beil aus einer DDR-Produktion

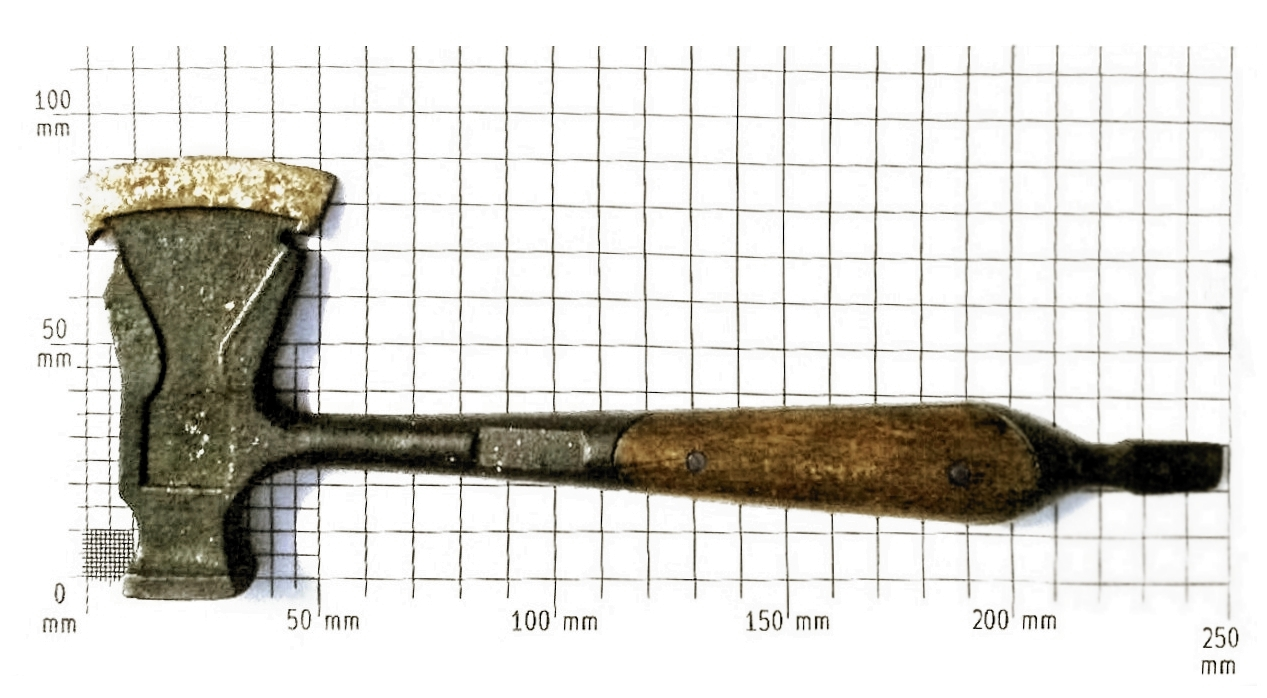
Campingbeil vor Messraster für Größenangabe. Es handelt sich um ein Beil aus einer DDR-Produktion

6. Ein Hackbeil (auch Hackmesser) wird in der Metzgerei zum Trennen von Gelenken und Zerhacken von Knochen verwendet. Das Hackbeil hat üblicherweise eine bis ca. 30 cm lange, manchmal gerade Schneide, die einen balligen Schliff aufweist. Damit ist sie robust genug, auch Knochen zu zerbrechen. Im Gegensatz zu anderen Beilen hat diese Version meist eine Flachangel wie ein Messer und ist nicht eingestielt. Es gibt große, beidhändig geführte Versionen, die früher in Schlachthäusern verwendet wurden.
7. Das Handbeil wird vorzugsweise von Zimmerleuten benutzt und weist eine lange, schwach gekrümmte Schneide von etwa 20 cm Länge und einen Stiel von 40 bis 45 cm Länge auf. Das Öhr ist abgerundet und hat einen verstählten Hackenteil, der als Hammer benutzt wird und häufig feilenartig angeraut ist. Das deutsche Handbeil hat eine 15 cm lange Schneide, die stark gekrümmt ist. Das englische Handbeil hat eine 17 cm lange Schneide, die fast gerade verläuft. Beides sind Beile, wie sie im Böttcherhandwerk benutzt wurden.[4]
8. Das Klauenbeil ist meist an der Rückseite des Klingenkopfs mit zwei parallelen, gebogenen Zinken versehen, die es ermöglichen, Nägel zu ziehen.
9. Als Tüllenbeil bezeichnet man eine spezielle Form des Beilkopfes. Dabei wird der Stiel nicht von einem „Auge“ im sog. Beilhaus, sondern von einer Tülle aufgenommen. Gegossene Tüllenbeile waren eine Leitform der spätbronzezeitlichen Urnenfelderkultur in Mitteleuropa.
10. Das breiteste und schwerste Werkzeugbeil ist das Breitbeil. Es wird zweihändig geführt und dient dem Zuhauen von Stämmen zu Balken in der Zimmerei. Daher wird es auch Beschlagbeil genannt.
Beschlagbeile gibt es grundsätzlich in drei Versionen. Am verbreitetsten ist das einseitig (rechts) angeschliffene Beil für Rechtshänder. Der Tüllenkopf liegt oberhalb der Klingenebene, der meist ovale Stiel ist nach rechts ausgestellt und relativ kurz, um Arbeiten am Holz entlang zu vereinfachen, ohne dass man sich die Fingerknöchel verletzt. Der zu bearbeitende Stamm liegt rechts vom Zimmermann, wenn dieser nicht sogar darauf kniet. In dieser Arbeitshaltung wird die mögliche Verletzung des rechten Beins vermieden.
In der geraden Version liegt die Beilschneide mittig, ist beidseitig angeschliffen und so für vielfältige Arbeiten zu verwenden. Eine seltenere Form sind Beschlagbeile für Linkshänder. Diese sind, prinzipiell vergleichbar mit den Rechtshänderbeilen, ebenfalls einseitig angeschliffen, wobei der Schliff auf der linken Seite liegt und der Stiel nach links ausgestellt ist. Der Zimmermann steht nun rechts vom Balken und arbeitet mit der Linken. In dieser gebeugten Haltung ist das beidhändige Arbeiten äußerst anstrengend und kann nur kurze Zeit durchgehalten werden.
Mit Beschlagbeilen lassen sich aufgrund der langen Schneide plane Fläche herstellen und grobe Verbindungen zwischen Hölzern schön herausarbeiten. Bis zu drei Kilogramm Gewicht ist nicht ungewöhnlich, ein gewöhnliches Beil hat maximal ca. 800 g.
11. Der Daxgrai stellt eine in Süddeutschland und dem Alpenraum verbreitete spezialisierte Form eines Beils zum Ausasten von Nadelbäumen und zum Zerkleinern der Äste dar (ähnlich einer Hippe oder eines Hackmessers), bei dem die Klinge mit dem Handgriff fest verbunden ist und die verlängerte Schneide zum Abschlagen der Äste vom Baum oder Zerkleinern von Ästen auf einem Hackklotz gegenüber dem Griffstück nach vorne verlängert ist.
12. Der Kaukamm ist ein Grubenbeil mit einseitig geschliffener Klinge. Es wird zur Bearbeitung des Grubenausbaus im Bergbau verwendet.
13. Beim Querbeil oder Dechsel liegt die Schneide quer zur Stielachse und ist leicht löffelartig gebogen. Es dient zum Aushöhlen von Holzwerkstücken, z. B. Trommelgehäusen, Einbaumbooten oder großen Gefäßen. Der Dechsel konnte unterschiedliche Größen je nach auszuführender Arbeit haben und war das Standardwerkzeug z. B. des Mollenhauers.

## Beile als Gerät im Strafvollzug
Das Richtbeil wurde von Scharfrichtern benutzt, um Urteile zu vollstrecken.

## Beile als Waffe
Das  Ärmchenbeil aus der Hallstattzeit war aus Eisen und etwa 20 cm lang. Es wurde vermutlich als Kriegswaffe im Nahkampf und zum Wurf verwendet. Sehr bekannt ist der Tomahawk, das Beil der Indianer, oder die Franziska der Franken. Ein auf einer langen Stange befestigtes Beil wurde in der Wikingerzeit 'Dänenaxt' genannt, sehr viel später und in veränderter Form als Hellebarde bezeichnet (Helle ‚Stiel‘ oder ‚Handhabe‘ und Barte ‚Beil‘).

## Archäologie

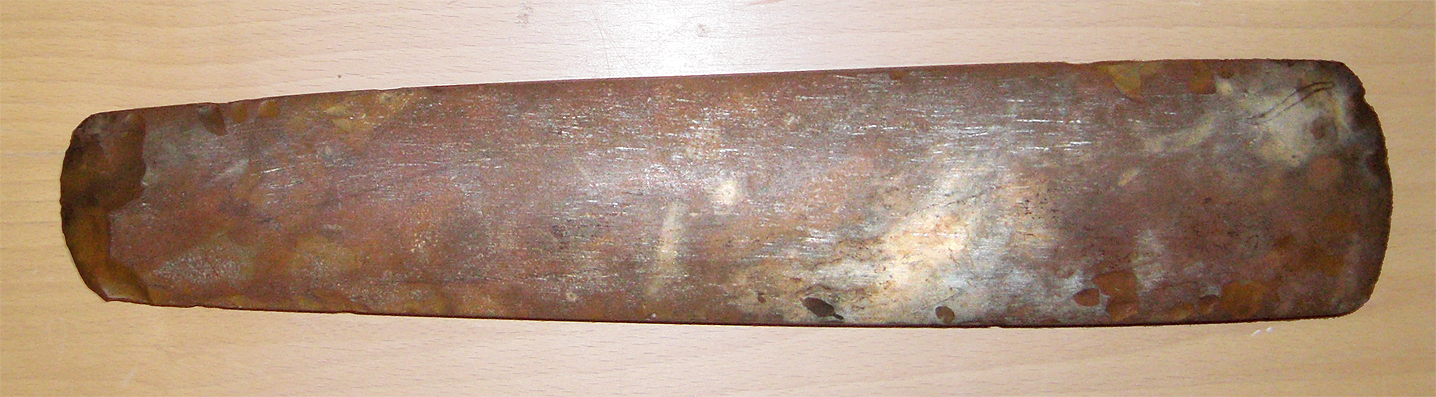
Dünnnackiges Beil von Segerstad – 45,8 cm lang

Die großen Feuersteinbeile gehören neben der Keramik zu den wichtigen typochronologischen Leitformen des nordischen Neolithikums. Die Formen werden im Wesentlichen durch die Form des Beilkörpers, die Gestaltung des Nackens und die Art des Schliffs unterschieden. Die Geräte sind in spitz-, dünn- und dicknackige Geräte gegliedert, die den verschiedenen zeitlichen Stufen des Früh- bis Mittelneolithikums zugeordnet werden.
Die dünnackigen Flintbeile stellen eine der Leitformen innerhalb der nordischen Trichterbecherkultur (TBK) dar. Die Gerätegruppe wurde in den letzten 50 Jahren umfassend untersucht. Mit Hilfe einer statistischen Analyse von knapp 2000 Geräten aus dem nördlichen Schleswig-Holstein konnten neue Erkenntnisse gewonnen werden. Im Zentrum des Interesses standen dabei die Vergleiche der Längen-
und Dickenmaße unterschiedlich bearbeiteter Geräte. Die Untersuchungen erweitern die Kenntnisse zum täglichen Gebrauch der Beile.

### Definition

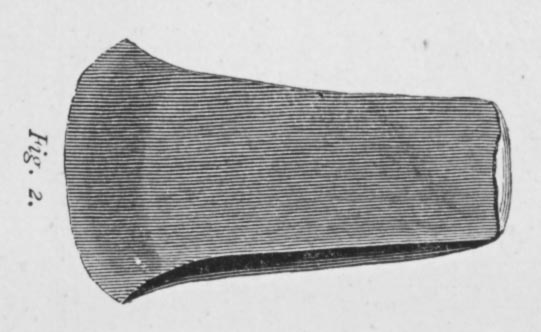
Klinge eines kupfernen Flachbeils des Endneolithikums oder der Frühbronzezeit aus Ungarn

Im abweichenden Sprachgebrauch der Archäologie haben Äxte ein Stielloch (= Auge), Beile keines. Die Klassifikation ist unabhängig von Material (Bronze, Eisen, Geweih, Kupfer, Stein), Handhabung (ein- oder zweihändig) und Verwendung. Allerdings gibt es auch kleine Steinbeile mit gebohrtem Stielauge.
Diese Terminologie ist historisch mit dem Begriff Streitaxt gewachsen und weicht von der handwerklich gebräuchlichen Bezeichnung ab: Hier sind Beile kurzstielige, einhändige Schlagwerkzeuge (militärisch: Barte, etymologisch zum Bart des Schlüssels, vgl. hierzu auch den heraldischen Fachbegriff Barte), immer mit längs stehendem Blatt, während quer stehende Schneiden als Dechsel oder Hacke bezeichnet werden. Die Franziska, im archäologischen Verständnis eine „Streitaxt“, wird in der heutigen Nomenklatur der Blankwaffen als „Wurfbeil“ bezeichnet.

### Steinbeil

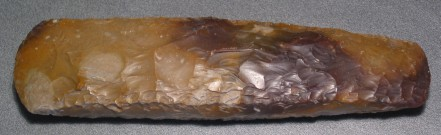
Steinzeitliches Flintbeil (TBK); Länge 31 cm

Steinbeile sind seit dem Mesolithikum bekannt (Kern- und Scheibenbeile aus geschlagenem Feuerstein). Aus Irland (Ferriter’s Cove) und Skandinavien sind auch mesolithische geschliffene Beile belegt. Auch in der mesolithischen Bestattung von Bad Dürrenberg wurde ein geschliffenes Flachbeil aus schwarzem Hornblendeschiefer gefunden.
Für das Neolithikum sind geschliffene Beile aus Felsgestein typisch. Bereits in der ältesten bäuerlichen Kultur Mitteleuropas, der Bandkeramik, wurde Amphibolit als Rohmaterial für die damals üblichen Dechsel (auch „Schuhleistenkeile“ genannt) verhandelt. Andere neolithisch verwendete Materialien sind Basalt, Diabas, Jadeit und Dolerit. Solche Rohmaterialien wurden teilweise über weite Entfernungen gehandelt, zum Beispiel der westalpine Jadeit, der bis nach Großbritannien (Sweet-track jade) und die Bretagne gelangte. In einigen jungsteinzeitlichen Kulturen wie der Trichterbecherkultur und der Kugelamphorenkultur wurden Beile aus Feuerstein zugeschlagen und anschließend mehr oder weniger vollständig überschliffen. Die europaweit zu findenden Jadeit-Prunkbeile der Jungsteinzeit stammen vom Monte Viso und Monte Beigua. Steinbeile wurden bis in die späte Bronzezeit genutzt.

### Kupfer- und Bronzebeile

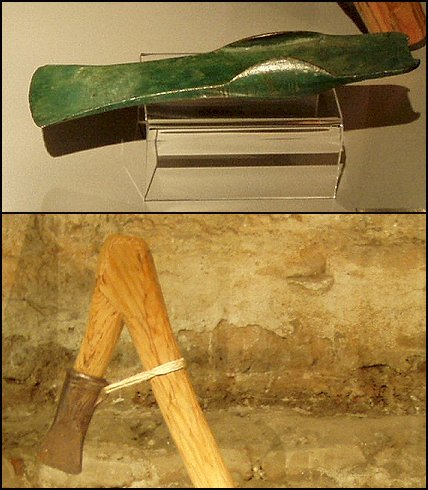
Mittelständiges Lappenbeil (oben) und Tüllenbeil (unten) aus der mittleren bzw. späten Bronzezeit aus dem Stadtmuseum Wels (OÖ)

Die bisher ersten Nachweise mittels Verhüttung gewonnener Kupferbeile stammen aus dem 6. vorchristlichen Jahrtausend im heutigen Serbien (Pločnik). Deren Klingen wurden bereits kalt ausgeschmiedet und somit oberflächlich verfestigt.

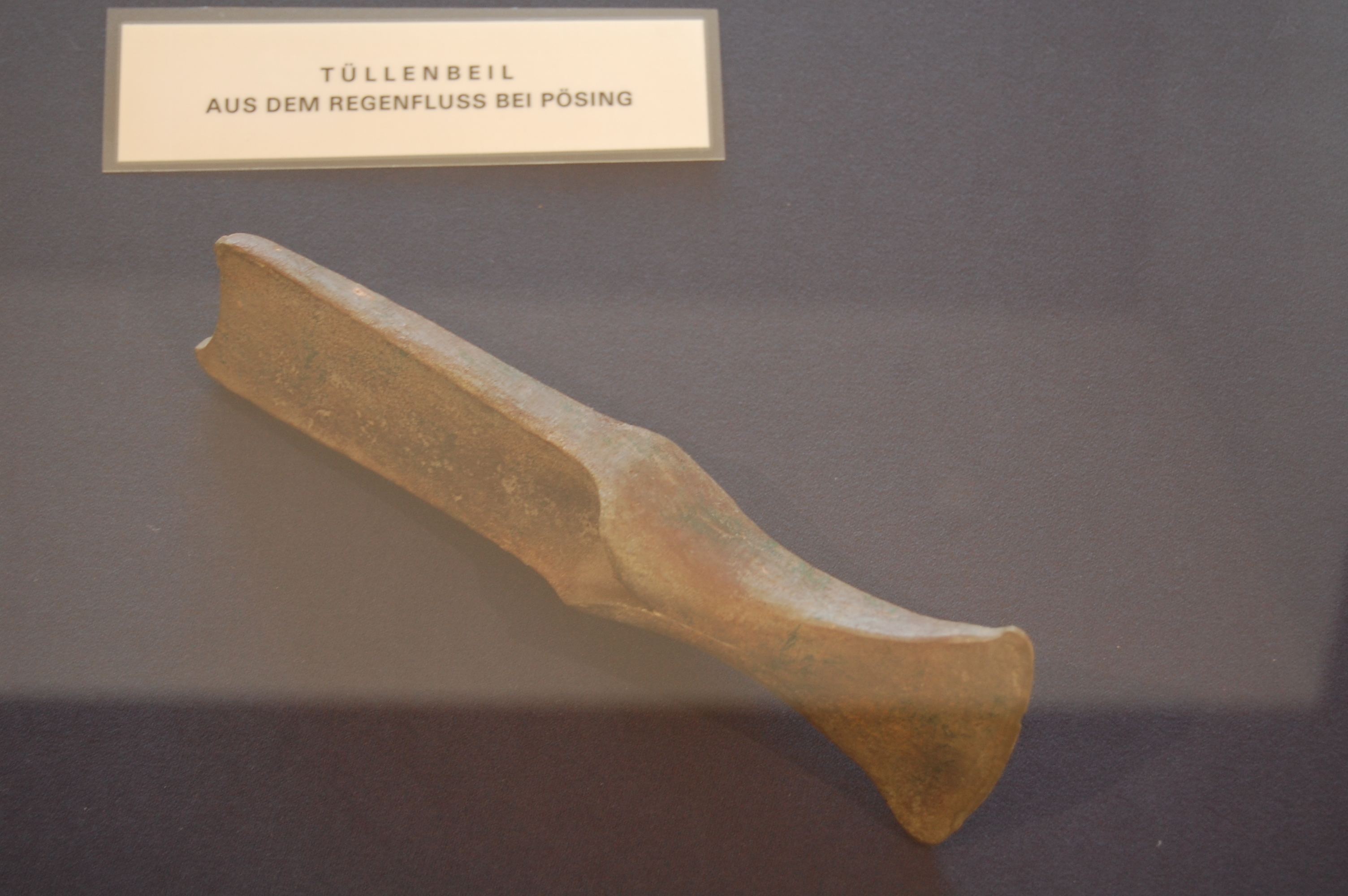
Absatzbeil, Fundort: Pösing, Cordonhaus Cham

 Flachbeile aus Kupfer sind v. a. aus der Michelsberger Kultur und der Trichterbecherkultur bekannt. Sie bestanden aus reinem Kupfer oder Kupfer mit natürlichen Verunreinigungen. So ist etwa das Beil der Similaun-Mumie aus fast reinem Kupfer gefertigt. Später wurde mit Arsen, Antimon, Blei und Zinn legiert. Die ersten Beilformen der Bronzezeit sind die Flachbeile, gefolgt von Randleistenbeilen. Absatzbeile, Lappenbeile und Tüllenbeile (meist mit einer Öse) folgen ab der mittleren Bronzezeit. Absatzbeile haben einen Absatz zwischen der Klinge und dem Stielansatz, der die Spaltung des Stiels durch die Schlagwirkung verhindern sollte. Sie gelten deshalb als Weiterentwicklung des Randleistenbeils. Tüllenbeile können auf gerade oder natürlich gebogene Stiele (sog. Knieholz) gesetzt sein. Sie laufen bis in die frühe Eisenzeit.